# Хусатуй
Хусатуй (бур.  Хyhатай) — село в муниципальном районе «Агинский район» Агинского Бурятского округа в Забайкальском крае России.
Входит в состав городского поселения «Агинское».
На уровне административно-территориального устройства населённые пункты включено в Агинский район.

## География
Хусатуй находится на востоке района, на расстоянии 3 км от административного окружного и районного центра — пгт. Агинское.
Климат
Климат характеризуется как резко континентальный засушливый. Абсолютный минимум температуры воздуха самого холодного месяца (января) составляет −56 °C; абсолютный максимум самого тёплого месяца (июля) — 38 °C. Среднегодовое количество атмосферных осадков составляет 250—380 мм.

## История
Образовано в 1967 году.

## Население
| 2010 | 2011 | 2012 | 2013 | 2014 | 2015 | 2016 | 2017 | 2018 | 2019 | 2020 |
| ---- | ---- | ---- | ---- | ---- | ---- | ---- | ---- | ---- | ---- | ---- |
| 71   | →71  | ↘70  | ↗72  | ↘71  | →71  | ↘57  | ↗58  | ↘57  | ↗62  | ↘57  |
| 2021 |      |      |      |      |      |      |      |      |      |      |
| ↗84  |      |      |      |      |      |      |      |      |      |      |

В 1989 население — 70 чел., в 2002—100.
национальный состав
Согласно результатам переписи 2002 года, в национальной структуре населения	русские составляли 54 %, буряты — 37 % от общей численности в 100 жителей.

## Инфраструктура
Экономика
Сельское хозяйство.
Социальные объекты
Фельдшерско-акушерский пункт.

## Транспорт
6 км гравийно-щебеночная дорога местного значения